# Бабашофф, Ширли
Ширли Фрэнсис Бабашофф (англ. Shirley Frances Babashoff; род. 31 января 1957, Уиттиер, Калифорния) — американская пловчиха, трёхкратная чемпионка и шестикратный серебряный призёр летних Олимпийских игр, двукратная чемпионка мира.

## Биография
Ширли Фрэнсис родилась в 1957 году в семье Джека и Веры Бабашовых, иммигрантов из России во втором поколении. Её брат Джек и сестра Дебора также стали пловцами и призёрами Олимпийских игр и чемпионата мира. На летних Олимпийских играх 1972 года в Мюнхене 15-летняя Ширли победила в эстафетах 4×100 метров вольным стилем и комбинированной 4×100 метров в составе сборной США (в последней участвовала только в предварительном заплыве). Также заняла вторые места на дистанциях 100 и 200 метров вольным стилем. На чемпионате мира по водным видам спорта 1973 года завоевала 4 серебряные медали. На чемпионате мира по водным видам спорта 1975 года в Кали победила на дистанциях 200 и 400 метров вольным стилем.
На летних Олимпийских играх 1976 года победила в эстафете 4×100 метров вольным стилем в составе сборной США и завоевала 4 серебряные медали, во всех случаях уступив представительницам ГДР. Бабашофф заявила, что её немецкие соперницы вероятно употребляли допинг, чем вызвала критику в прессе. Впоследствии выяснилось, что многие спортсмены из ГДР действительно употребляли допинг, и Бабашофф фактически была несправедливо лишена нескольких золотых медалей.
За свою спортивную карьеру Бабашофф установила 11 мировых и 39 американских рекордов. Несмотря на то, что она ни разу не побеждала на Олимпийских играх в индивидуальном зачёте, она считается одной из наиболее титулованных американских пловчих. После завершения карьеры работала тренером и почтальоном, в 1986 году у неё родился сын. В 1982 году она была включена в Зал Славы мирового плавания. В 2005 году была удостоена Олимпийского ордена.